# Gaz (snoep)
Gaz (Perzisch: گز ) is een Iraanse noga die zijn oorsprong vindt in de Isfahan-regio.  In Amerikaanse en Europese landen wordt er in het algemeen verwezen naar Perzische noga.  Het wordt gemaakt van pistachenoten, amandelen, rozenwater, eiwitten en sap van Perzische manna.  

## Etymologie
Het Perzische woord gaz wordt gelinkt aan gaz-angobīn, dat 'honing van gaz' betekent, verwijzend naar de Franse tamarisk  die inheems is in het Zagrosgebergte ten westen van Isfahan. Van gaz wordt traditioneel aangenomen dat het het sap is van de tamariskboom. 

## Geschiedenis
Gaz werd rond het jaar 1570 voor het eerst in Isfahan gemaakt, dankzij het sap van de tamariskboom. Deze boom wordt zo'n 2 meter hoog en groeit met goed weer in Khansar (Iran). Het product van deze boom kan in de nazomer geoogst worden, waarbij de glanzende, gele korrels uit de stengels komen, net als gierst. Dan moeten de eigenaren van de bomen gaan oogsten voordat de herfstregens beginnen. 
De zoete, melkachtige honing (angobīn) die gevonden wordt op de tamarisk, wordt in verband gebracht met manna, het voedsel dat genoemd wordt in religieuze teksten van de Abrahamitische religies.
Er zijn een aantal verhalen over de uitvinding van gaz; sommigen verbinden gaz met Halva Chobe, een traditionele zoetigheid gemaakt met witte eieren, suiker en maanzaad. Het was een populaire energiebron onder boeren. Sommigen verbinden de creatie van dit snoepgoed aan Mohammad Ali Shakkchian, een banketbakker uit Isfahan.

## Vervaardiging en stijl
Hoewel oorspronkelijk werd aangenomen dat het sap door de tamariskboom werd geproduceerd, bleek de kleverige witte substantie ontstaan te zijn uit honingdauw die wordt afgescheiden door de anus van de nimf van een bladvlo, Cyamophila astragalicola  of C. dicora  in zijn laatste stadium, die leeft op planten van Astragalus adscendens (Perzische manna) . Het wordt jaarlijks verzameld en gecombineerd met andere ingrediënten, waaronder pistaches of amandelen, rozenwater en eiwit. Moderne versies van gaz kunnen suiker en maïsstroop gebruiken als vervanging voor manna.  
De traditionele manier om gaz te serveren is in ronde stukken die ongeveer 5 cm in diameter zijn en maximaal 1,25 cm dik. Bij een modernere presentatie wordt de noga in kleinere rechthoeken gesneden. Afhankelijk van de toegevoegde ingrediënten kan gaz een subtiele rozensmaak, een nootachtige smaak of een hartig en scherp profiel hebben. Tevens kan het wit of een andere kleur hebben door de toevoeging van kruiden (zoals saffraan) of noten.

## Noroez
Bij vieringen zoals Noroez, het Perzische Nieuwjaar, wordt gaz genuttigd. Tijdens Noroez bezoeken familie en vrienden elkaar en biedt de gastheer of gastvrouw doorgaans fruit en snoepgoed aan de gasten aan. Gaz is een geliefde lekkernij, vooral als het bij sorbets of thee wordt geserveerd. Het wordt gewaardeerd als geschenk, omdat het ervoor zorgt dat een huishouden voldoende hapjes heeft om alle gasten tijdens de feestdagen te voorzien.